# Gonomyia (Neolipophleps) schadeana
Gonomyia (Neolipophleps) schadeana is een tweevleugelige uit de familie steltmuggen (Limoniidae). De soort komt voor in het Neotropisch gebied.